# Cratere Meggers
Meggers è un cratere lunare di 51,16 km situato nella parte nord-occidentale della faccia nascosta della Luna.